# KW Близнецов
KW Близнецов (лат. KW Geminorum) — двойная затменная переменная звезда типа Алголя (EA) в созвездии Близнецов на расстоянии приблизительно 7 430 световых лет (около 2 278 парсек) от Солнца. Видимая звёздная величина звезды — от +16m до +14m.
Открыта Куно Хофмейстером в 1966 году.

## Характеристики
Первый компонент — белая звезда спектрального класса A. Эффективная температура — около 8992 К.